# Filippo Coarelli
Filippo Coarelli (* 9. června 1936 Řím) je italský archeolog a helénista.

## Život a kariéra
Filippo Coarelli, žák archeologa Bandinelliho, je profesorem na univerzitě v Perugii. Je považován za odborníka v oboru raných dějin Říma. Mezinárodně známý je jeho archeologický průvodce Římem, který byl přeložen do mnoha jazyků.

## Dílo
1. Il foro romano, 2 svazky, 1983
2. (jako kurátor) Dictionnaire méthodique de l'architecture grecque et romaine, 1985
3. I santuari del Lazio in Repubblica romana, 1987
4. Il foro boario: dalle origini alla fine della repubblica, 1988
5. mnoho příspěvků v Lexicon Topographicum Urbis Romae, E. M. Steinby
6. Da Pergamo a Roma: i Galati nella città degli Attalidi, 1995
7. Il Campo Marzio: dalle origini alla fine della Repubblica, 1997
8. La Colonna Traiana, Řím 1999, ed. Colombo
9. The Colosseum, 2001
10. La Colonna di Marco Aurelio, Řím 2008, ed.Colombo